# Phan Đình Phùng
Phan Đình Phùng (chữ Hán: 潘廷逢; 1847 – 1896), hiệu Châu Phong (珠峰), tự Tôn Cát, là một nhà cách mạng Việt Nam, lãnh đạo của cuộc khởi nghĩa Hương Khê chống lại thực dân Pháp trong phong trào Cần Vương. Trong thế kỷ 19, ông là sĩ phu Nho giáo nổi bật nhất tham gia vào các chiến dịch quân sự chống Pháp. Trong thế kỷ 20, sau khi đã qua đời, Phan Đình Phùng vẫn được những người theo chủ nghĩa dân tộc tôn vinh như một vị anh hùng dân tộc. Phan Đình Phùng nổi tiếng với những ý chí và nguyên tắc sắt đá của bản thân – không chịu đầu hàng ngay cả khi quân Pháp quật mồ mả tổ tiên, bắt giữ và dọa giết gia đình.
Sinh ra trong một gia đình quan lại ở Hà Tĩnh, Phan Đình Phùng tiếp nối truyền thống của tổ tiên, đỗ đầu kỳ thi Đình, trở thành Đình nguyên Tiến sĩ năm 1877. Ông nhanh chóng thăng quan tiến chức dưới thời Hoàng đế Tự Đức nhà Nguyễn, và nổi tiếng là một vị quan thanh liêm, kiên quyết chống tham nhũng. Nhờ tính cương trực mà Phan Đình Phùng được phong làm Ngự sử, một chức vụ cho phép ông chỉ trích các quan lại đồng liêu và thậm chí cả hoàng đế. Với tư cách là người đứng đầu Đô sát viện, Phan Đình Phùng đã thanh tra và loại bỏ được nhiều quan lại bất tài hoặc tham nhũng.
Sau khi Tự Đức băng hà, Phan Đình Phùng suýt mất mạng vì đấu đá nội bộ trong triều đình. Phụ chính Tôn Thất Thuyết ngó lơ di chiếu truyền ngôi của Tự Đức, và ba vị hoàng đế bị phế truất rồi giết hại chỉ trong hơn một năm. Vì phản đối Tôn Thất Thuyết, Phan Đình Phùng bị tước hết chức vị, ngồi tù một thời gian ngắn trước khi bị đày về quê nhà. Thời điểm đó, Pháp vừa xâm chiếm Việt Nam và biến nước này thành một phần của Liên bang Đông Dương. Bỏ qua hiềm khích lúc trước, Phan Đình Phùng đã tổ chức các đội quân nổi dậy, hưởng ứng phong trào Cần Vương do Tôn Thất Thuyết đề xướng, nhằm đánh đuổi quân Pháp và đưa Hoàng đế Hàm Nghi trở thành người đứng đầu thực sự của một Việt Nam độc lập. Phong trào này tiếp tục trong ba năm cho đến năm 1888, khi Pháp bắt được Hàm Nghi và đày ông sang Algeria.
Phan Đình Phùng và người trợ thủ đắc lực là Cao Thắng tiếp tục chiến dịch du kích, xây dựng mạng lưới gián điệp, căn cứ và xưởng sản xuất vũ khí nhỏ. Tuy nhiên, Cao Thắng đã bị giết vào cuối năm 1893. Chiến dịch kéo dài hàng thập kỷ cuối cùng đã khiến Phan Đình Phùng suy sụp, ông chết vì bị thương trong chiến đấu khi bị quân Pháp bao vây.

## Tiểu sử

### Thân thế
Phan Đình Phùng sinh ngày 6 tháng 6 năm 1847 tại làng Đông Thái, xã Yên Đồng, tổng Việt Yên, huyện La Sơn, phủ Đức Thọ, tỉnh Nghệ An (nay là xã Tùng Ảnh, huyện Đức Thọ), tỉnh Hà Tĩnh, trong một gia đình Nho học. Đông Thái nổi tiếng là quê hương và nơi sinh sống của nhiều quan lại cấp cao của triều đình từ thời nhà Lê. Mười hai đời liên tiếp dòng họ Phan đều đỗ đạt làm quan. Cha ông là Phó bảng Phan Đình Tuyến, các bác ông là chí sĩ Phan Đình Thông và Cử nhân Phan Đình Thuật, chú ông là Phó bảng Phan Đình Vận. Cả ba anh em họ Phan sống đến tuổi trưởng thành đều thi đỗ và vào triều làm quan. Từ nhỏ, Phan Đình Phùng đã tỏ ra chán ghét với chương trình học bảo thủ xưa cũ, tuy vậy ông vẫn kiên trì học tập cho đến khi đỗ Cử nhân vào năm 1876. Trong bài thi của mình, Phan Đình Phùng đã lấy Nhật Bản làm ví dụ cho việc một đất nước có thể phát triển quân sự thần tốc nếu có đủ ý chí. Ông đậu Cử nhân trong khoa thi Bính Tí (1876) và trở thành Đình nguyên Tiến sĩ trong kỳ thi Đình năm sau.
Mặc dù đỗ đạt cao nhưng Phan Đình Phùng thường được biết đến nhờ sự chính trực, liêm khiết của mình hơn là tài học. Cũng nhờ đức tính này mà ông thăng quan nhanh chóng trong triều đình Tự Đức. Sau khi đỗ Tiến sĩ, ông được bổ làm Tri huyện Yên Khánh (tỉnh Ninh Bình). Trong thời gian ông tại chức, có một vị linh mục Công giáo La Mã là Trần Lục luôn dựa vào sự hỗ trợ ngầm của các nhà truyền giáo Pháp mà ức hiếp người dân không theo đạo ở địa phương. Nhân một lần vị linh mục này lộng quyền, Phan Đình Phùng đã đem người này ra đánh. Cũng từ đây mà một cuộc tranh cãi dữ dội đã nổ ra, ảnh hưởng đến các mối quan hệ giữa Triều đình, Công giáo Việt Nam và Pháp. Cuối cùng, triều đình Huế đã phải cách chức Tri huyện của Phan Đình Phùng.

### Làm quan triều đình
Phan Đình Phùng mặc dù bị cách chức Tri huyện, nhưng nhờ sự chính trực của mình mà ông được thuyên chuyển vào kinh thành, trở thành một thành viên của Đô sát viện. Tại triều, ông tố cáo nhiều vụ khuất tất, nên có lần được Hoàng đế Tự Đức khen là "thử sự cửu bất phát, phùng Phùng nải phát" (việc này đã lâu không ai phát giác ra, nay gặp Phùng mới phát hiện được), nên càng nổi tiếng về tính cương trực, được thăng lên chức Ngự sử trong triều. Với vị trí Ngự sử, ông có quyền chỉ trích các hành vi sai trái của tất cả các quan lại trong triều và kể cả Hoàng đế. Ông công khai chỉ trích Tôn Thất Thuyết - đại thần phụ chính đứng đầu triều đình thời bấy giờ - là một người hấp tấp và không trung thực. Ngoài việc tích cực diệt trừ tham nhũng, Phan Đình Phùng còn biên soạn một cuốn sách Địa lý Việt Nam và xuất bản vào năm 1883.
Mặc dù có vị trí nổi bật trong triều đình nhà Nguyễn, nhưng ít ai biết được lập trường cá nhân của ông trong quan hệ giữa Việt Nam và Pháp - nước đang trong quá trình đô hộ Việt Nam. Pháp xâm lược lần đầu tiên vào năm 1858, và bắt đầu quá trình đô hộ miền Nam Việt Nam. Năm 1862, triều đình Huế ký Hòa ước Nhâm Tuất, chấp nhận nhường 3 tỉnh miền Đông cho Pháp. Đến năm 1867, Pháp chiếm nốt ba tỉnh miền Tây kế tiếp để tạo thành một lãnh thổ thuộc địa Cochinchine (Nam Kỳ). Trong khoảng thời gian này, nhà Nguyễn luôn muốn tìm ra phương án tốt nhất để có thể giành lại lãnh thổ. Triều đình lúc bấy giờ chia làm hai phe, một bên cho rằng nên sử dụng quân sự, trong khi bên còn lại cho rằng nên sử dụng biện pháp ngoại giao bên cạnh việc nhượng bộ về tài chính và tôn giáo. Đến khi Hoàng đế Tự Đức qua đời vào năm 1883, toàn bộ Việt Nam bị đô hộ, hợp nhất với Lào và Campuchia thành Đông Dương thuộc Pháp.
Trước khi qua đời mà không có con trai, Tự Đức đã chọn Kiến Phúc làm người thừa kế thay cho Dục Đức - người vốn được định vị trí Trữ quân. Trong di chúc của mình, Tự Đức đã viết rằng Dục Đức làm người sa đọa, không xứng đáng để cai trị đất nước. Tuy nhiên, dưới sự dẫn dắt của Tôn Thất Thuyết, các quan phụ chính đã đưa Dục Đức lên ngôi dưới sức ép của hậu phi trong hậu cung. Vì Phan Đình Phùng kịch liệt phản đối hành động này của Tôn Thất Thuyết mà ông đã bị cách chức. Nhưng Dục Đức làm Hoàng đế chưa được 3 ngày đã bị phế truất và xử tử vì lý do không để tang Tự Đức và có hành vi thông dâm với cung nữ của vua cha. Phan Đình Phùng lại một lần nữa lên tiếng phản đối và đã bị bắt giam rồi sau đó đuổi về quê nhà. Năm 1884, Phan Đình Phùng được phục chức rồi được bổ làm Tham biện Sơn phòng Hà Tĩnh.

## Sự nghiệp cách mạng

### Hưởng ứng "Chiếu Cần Vương"
Chỉ trong vòng một năm ngắn ngủi, triều đình Huế đã thay đổi đến vị Hoàng đế thứ 4 – Hoàng đế Hàm Nghi. Tôn Thất Thuyết và đại thần nhiếp chính Nguyễn Văn Tường đã đưa Hiệp Hòa lên ngôi sau khi phế truất Dục Đức. Tuy nhiên, vị Hoàng đế mới này lại tỏ ra nghi kị các đại thần phụ chính khiến cho Tôn Thất Thuyết một lần nữa đưa ra quyết định phế truất và hành quyết. Không lâu sau khi Kiến Phúc được đưa lên ngôi, vị Hoàng đế trẻ tuổi này đã bắt gặp Nguyễn Văn Tường đang thông dâm với mẹ nuôi Học Phi của mình. Điều này đã dẫn đến việc Hàm Nghi được đưa lên ngôi thay thế anh trai mình. Cũng chính vì việc phế lập Hoàng đế liên tục này mà quân Pháp đã kết luận rằng các quan nhiếp chính đang gây ra quá nhiều rắc rối, cần phải bị dẹp bỏ. Năm 1885, Hàm Nghi phải chạy ra Tân Sở (Quảng Trị) để tránh Pháp. Cũng trong năm này, Phan Đình Phùng đã nổi dậy hưởng ứng và tập hợp dưới ngọn cờ khởi nghĩa của Hoàng gia.
Tôn Thất Thuyết đưa Hàm Nghi lên làm người đứng đầu trên danh nghĩa của Phong trào Cần Vương, tìm cách lật đổ sự cai trị của Pháp bằng một cuộc nổi dậy bảo hoàng. Phan Đình Phùng đã tích cực hưởng ứng bằng cách lập căn cứ ở Hà Tĩnh, thành lập đội quân du kích cho riêng mình. Trong thời gian này, Tôn Thất Thuyết muốn tranh thủ sự hỗ trợ từ nhà Thanh của Trung Quốc nhưng Nguyễn Văn Tường lại cho rằng trợ lực lớn nhất của Việt Nam bấy giờ là Xiêm. Bởi Hoàng đế mở đầu nhà Nguyễn là Gia Long đã gả em gái của mình cho vua Xiêm, đồng thời Xiêm cũng là căn cứ của ông trong thời gian ông tìm cách giành lại ngai vàng vào những năm 1780. Tuy nhiên, nhiều lần kêu gọi sự giúp đỡ từ chính phủ Xiêm chỉ đổi lại một ít vũ khí và đạn dược. Để chuẩn bị cho khởi nghĩa, Tôn Thất Thuyết đã chuẩn bị và xây dựng căn cứ ở Tân Sở suốt một năm.
Cuộc khởi nghĩa Cần Vương đã chính thức bắt đầu vào ngày 5 tháng 7 năm 1885 khi Tôn Thất Thuyết mở cuộc tấn công vào quân Pháp sau một thời gian đối đầu ngoại giao. Sau khi cuộc tấn công thất bại, Tôn Thất Thuyết đã phải đưa Hàm Nghi chạy về phía bắc, đến gần biên giới với Lào. Cuộc khởi nghĩa được chính thức phát động khi Hoàng đế ban bố Chiếu Cần Vương đã được các nhiếp chính soạn sẵn.
Phan Đình Phùng hưởng ứng Chiếu Cần Vương, được Hàm Nghi phong làm Tán lý Quân vụ, lãnh đạo các nghĩa quân. Ông tập hợp sự ủng hộ từ các làng quê, lập đại bản doanh trên núi Vũ Quang, một nơi có thể nhìn ra pháo đài ven biển của Pháp. Tổ chức của ông cũng trở thành hình mẫu cho các nghĩa quân sau này. Ông chia nghĩa quân thành 15 thứ, mỗi thứ có từ 100 đến 500 quân. Nghĩa quân của ông được giữ kỷ luật và mặc quân phục như quân đội chính quy. Đứng ra giúp sức cho Phan Đình Phùng là các sĩ đại phu có tiếng như Phan Trọng Mưu, Cử Phan Cát Su, Phan Quang Cư và các võ tướng xuất thân từ nông dân như Cao Thắng, Cao Nữu, Lê Ninh, Nguyễn Chanh. Trận chiến đầu tiên gây sự chú ý của nghĩa quân là cuộc tấn công vào hai ngôi làng Công giáo gần đó đã hợp tác với Pháp. Chỉ một vài giờ sau khi cuộc tấn công bắt đầu, quân Pháp xuất hiện và nhanh chóng đàn áp được nghĩa quân, buộc nghĩa quân phải chạy về căn cứ. Quân Pháp thừa thắng truy đuổi đến và đốt phá toàn bộ đồn Đồng Thái, khiến nơi này chịu thiệt hạ nặng nề. Phan Đình Phùng chạy thoát, nhưng anh trai là Phan Đình Thông lại bị Nguyễn Chính bắt được. Nguyễn Chính vốn là Kinh lược Bắc Kỳ, nhưng vì tội ngang ngược hoành hành, không lo cho dân mà bị Phan Đình Phùng lúc ấy còn là Ngự sử dâng sớ vạch tội, cũng vì vậy mà bị Tự Đức cách chức. Nay Nguyễn Chính hợp tác với Pháp, được giữ chức Tổng đốc Nghệ An.

Nguyễn Chính và quân Pháp muốn dùng việc Phan Đình Thông bị bắt để ép Phan Đình Phùng đầu hàng. Họ lợi dụng các cộng sự, người cùng làng như Lê Kinh Hạp, Phan Trọng Mưu, Võ Khoa, Hoàng Cao Khải viết thư lấy "tình xưa nghĩa cũ" khuyên Phan Đình Phùng đầu hàng để cứu anh trai, tránh cho làng quê và mồ mả tổ tiên bị giày xéo. Nhưng Phan Đình Phùng vẫn quyết từ chối, ông nói:
Tôi từ khi cùng chư Tướng khởi binh Cần Vương, đã có chủ tâm là bỏ cả việc gia đình quê quán ra ngoài, không nghĩ gì đến nữa. Nay tôi chỉ việc có một ngôi mộ rất to, nên giữ, là đất nước Việt Nam; tôi chỉ có một ông anh rất to, đang bị nguy vong, là mấy mươi triệu đồng bào. Nếu về mà sửa sang phần mộ của mình thì ngôi mộ cả nước kia ai giữ? Về để cứu vớt ông anh của mình, thì anh em trong nước ai cứu? Tôi bây giờ thề chỉ có một cái chết mà thôi.— Phan Đình Phùng

Nói rồi, ông không thèm trả lời thư mà chỉ nhắn cho người đưa thư về nhắn cho Lê Kinh Hạp rằng: "Nếu có ai làm thịt anh ta, thì nhớ gửi cho ta bát nước canh". Tuy vậy, ông cũng không ảo tưởng về viễn cảnh đánh bật quân Pháp thành công, ông nói: "Đó là số phận của chúng tôi, chúng tôi chấp nhận". Sự việc này và cách hành xử của Phan Đình Phùng được coi là một trong những lý do khiến cho ông được dân chúng và các thế hệ người Việt chống thực dân Pháp về sau ngưỡng mộ: ông đặt tình yêu nước lên cao nhất. Ông đặt mục tiêu tất cả vì quốc gia, bỏ qua cả gia đình và quê hương.
Quân đội của Phan Đình Phùng được đào tạo kỷ luật và bài bản, mà người đứng đằng sau chính là Cao Thắng - thủ lĩnh "Giặc cờ Vàng" và được anh trai Phan Đình Phùng cứu khỏi quân đội triều đình hơn một thập kỷ trước. Nghĩa quân chủ yếu hoạt động ở Thanh Hóa, Hà Tĩnh, Nghệ An và Quảng Bình nhưng mạnh mẽ nhất là hai tỉnh Nghệ – Tĩnh. Năm 1887, sau nhiều trận thất bại, Phan Đình Phùng nhận ra sai lầm trong chiến thuật của mình, ông ra lệnh cho các tướng sĩ chuyển sang cách đánh du kích. Ông lệnh cho người xây dựng các khu căn cứ, kho lương thực, xây dựng hệ thống tình báo và các đầu mối tiếp tế cho nông dân; còn bản thân ông quyết định ra Bắc để kêu gọi văn thân chí sĩ cùng nổi dậy. Trong thời gian ông ra Bắc, Cao Thắng tiếp tục lãnh đạo một lực lượng khoảng 1000 người với 500 khẩu súng ống. Lực lượng của Cao Thắng đã sản xuất được khoảng 300 khẩu súng trường bằng cách tháo rời và học theo những khẩu súng đã thu được của quân Pháp từ năm 1874. Để có thể tạo ra được những khẩu súng nhái như vậy, họ đã cho bắt rất nhiều công tượng người Việt. Về sau, người Pháp đã nhận định rằng những vũ khí này đã được sao chép thành thạo, chỉ có một chi tiết bị lỗi là quá trình tôi luyện lò xo. Lò xo được chế tạo thiếu các nan ô, và thiếu độ gợn sóng, làm hạn chế phạm vi và độ chính xác.
Tuy nhiên, vũ khí mà nghĩa quân sử dụng kém xa so với đối thủ, tất cả các vị trí của họ trong đất liền đều nằm trong tầm bắn của Hải quân Pháp. Lúc bấy giờ, người Việt Nam không thể dựa vào Trung Quốc để hỗ trợ vật chất, còn các nước phương Tây như Bồ Đào Nha, Hà Lan hay Vương quốc Anh thì không muốn bán vũ khí cho họ vì nhiều lý do khác nhau. Vì vậy, Phan Đình Phùng phải tìm những con đường trên bộ để có thể mua vũ khí từ Xiêm, trong bối cảnh sử dụng đường biển không khả thi với sự có mặt của Hải quân Pháp. Ông lệnh cho các tướng sĩ dưới quyền lập một con đường bí mật từ Hà Tĩnh qua Lào vào đông bắc Xiêm; một tuyến đường như vậy từ núi Vũ Quang được cho là đã được tạo ra vào khoảng năm 1888. Ở Tha Uthen, nơi có một cộng đồng người Việt xa xứ, có một nữ ủng hộ viên được chỉ định làm người mua vũ khí cho Phan Đình Phùng tên là Co Tam. Vào năm 1890, Quân đội Xiêm đã vận chuyển khoảng 1000 khẩu súng trường của Áo từ Bangkok đến Luang Prabang ở Lào. Tuy nhiên, vẫn chưa rõ số vũ khí này có lọt vào tay Việt Nam hay có liên quan đến hoạt động của Co Tam hay không.

### Sau Cần Vương
Năm 1888, một cận vệ người Mường của Hàm Nghi là Trương Quang Ngọc đã phản bội ông, dẫn đến việc vị hoàng đế này bị quân Pháp bắt và đày sang Algeria. Phan Đình Phùng và Cao Thắng đã chiến đấu ở miền núi Hà Tĩnh, Nghệ An và Thanh Hóa. 15 cứ điểm khác được xây dựng dọc theo núi để bổ sung cho sở chỉ huy ở núi Vũ Quang. Mỗi căn cứ có một chỉ huy cấp dưới chỉ huy các đơn vị có quân số từ 100 đến 500 người (1 thứ quân). Mọi hoạt động của nghĩa quân đều được người dân địa phương, họ quyên góp kim loại để sản xuất vũ khí.

Sau khi từ miền Bắc trở về vào năm 1889, việc đầu tiên Phan Đình Phùng làm là phát lệnh truy tìm kẻ phản bội Trương Quang Ngọc. Khi tìm được, ông đã đích thân xử tử Ngọc tại Tuyên Hóa. Sau đó, ông mở hàng loạt cuộc tấn công du kích vào các cơ sở của quân Pháp trong suốt mùa hè năm 1890, nhưng những cuộc tấn công này lại tỏ ra thiếu quyết đoán.

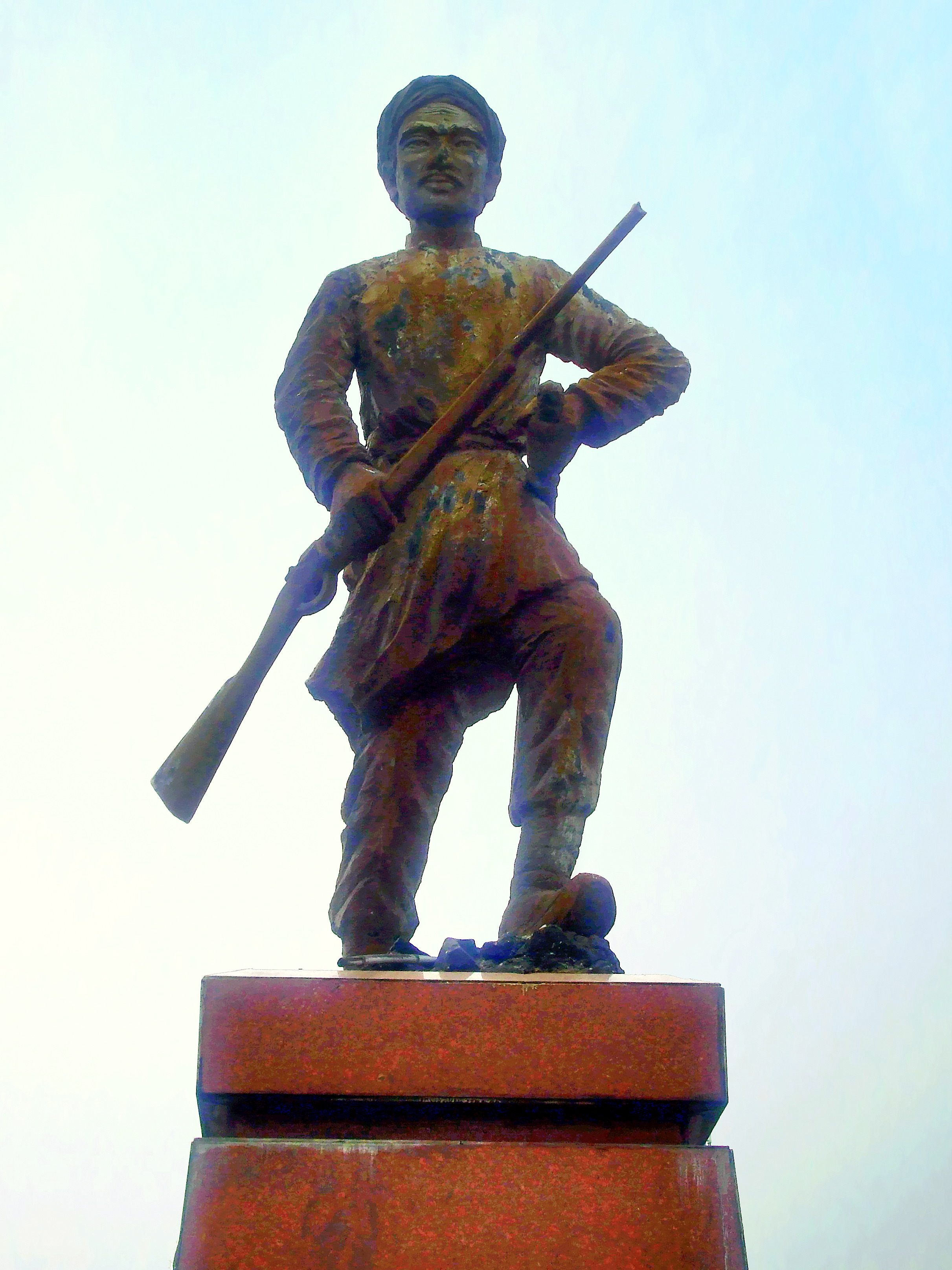
Tượng đài Phan Đình Phùng tại vòng xoay trước Bưu điện Chợ Lớn, Quận 5, Thành phố Hồ Chí Minh

Năm 1893 Cao Thắng tử trận khiến Phan Đình Phùng bị mất đi một cộng sự đắc lực. Năm 1895 Pháp điều Nguyễn Thân đến phối hợp với công sứ Nghệ An là Duvillier đem 3.000 lính đi đàn áp cuộc khởi nghĩa Hương Khê. Quân chủ lực của Phan Đình Phùng bị đối phương bít đường tiếp vận, nên vũ khí, lương thực, quân số thảy đều thiếu thốn, khó bù đắp. Mỗi lần đối phương tấn công, nghĩa quân chỉ có thể chạy quanh từ núi Quạt rồi trở về núi Vũ Quang, và không thể ở đây lâu quá 3 ngày.
Ngày 17 tháng 10 năm 1894, Phan Đình Phùng đã tập hợp lực lượng, đánh thắng một trận lớn, đối phương mất nhiều vũ khí và bị giết chết rất nhiều. Ban đầu, ông cho quân lên tận nguồn sông chặt cây đóng kè chặn nước lại, đồng thời chuẩn bị sẵn nhiều khúc gỗ lớn. Khi quân Pháp và quân triều thân Pháp đến giữa dòng sông, thì ông cho phá kè trên nguồn và tuôn cây xuống. Đối phương phần bị nước cuốn, phần bị cây lao vào người, lại bị nghĩa quân ở hai bên bờ xông ra đánh nên bị thương vong rất nhiều. Theo Phạm Văn Sơn thì sau trận này, phía Pháp ngoài số quân trang và đạn dược bị mất mát, còn có ba sĩ quan và trên trăm lính bị tiêu diệt.
Đây là trận thắng cuối cùng, vì gần 3.000 quân do Nguyễn Thân cầm đầu ngày càng xiết chặt vòng vây. Trong một trận giao tranh ác liệt, Phan Đình Phùng bị thương nặng rồi hy sinh vào ngày 28 tháng 12 năm 1895.
Mười hai ngày sau khi thủ lĩnh Phan Đình Phùng hy sinh, Nguyễn Thân mới tới được núi Vũ Quang và núi Quạt.
Sau đó, chính quyền Pháp và quan chức triều đình nhà Nguyễn đã cho đem quan tài Phan Đình Phùng về thôn Đông Thái quê ông để kiểm nghiệm. Sau khi các hào cựu lẫn thuộc tộc Phan Đình Phùng tại thôn Đông Thái đã khẳng định thi hài trong quan tài là Phan Đình Phùng, thi hài Phan Đình Phùng được hỏa táng. Tên ông trên văn bia Tiến sĩ ở Huế cũng bị đục bỏ.
Sang đầu năm 1896, một số chỉ huy lần lượt mất vì ở lâu nơi rừng sâu nước độc, một số bị tử trận hoặc bị bắt, một số khác thì rút qua Xiêm La hoặc ra hàng... Cuộc khởi nghĩa Hương Khê mà Phan Đình Phùng cùng các cộng sự đã dày công xây dựng đến đây là kết thúc.

## Tác phẩm

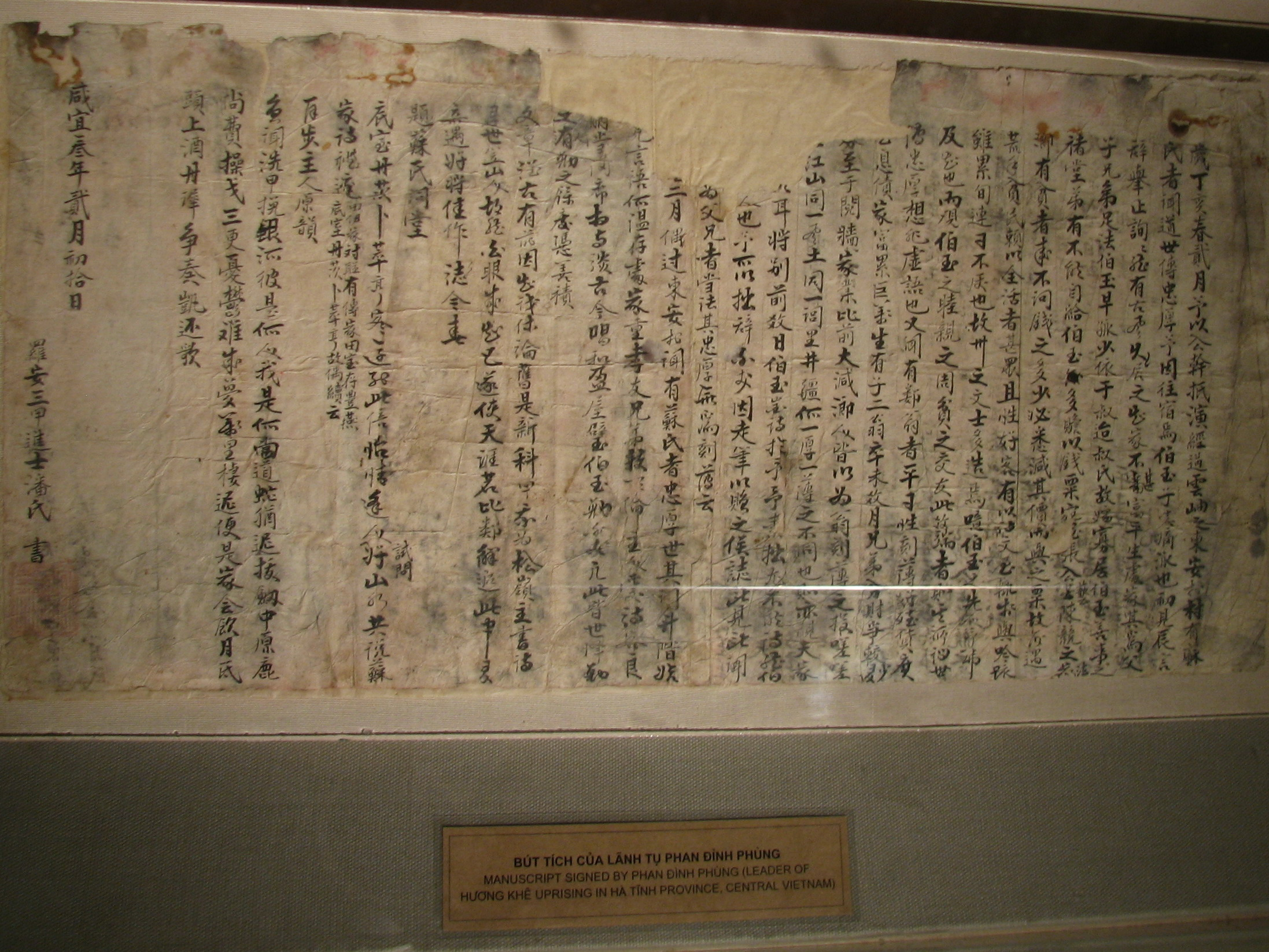
Bút tích Phan Đình Phùng lưu giữ tại Viện Bảo tàng Lịch sử Việt Nam

Hiện nay thơ văn của Phan Đình Phùng chỉ mới sưu tầm được một số bài. 
- Câu đối: Điếu Lê Ninh, Khóc Cao Thắng
- Thơ: Đáp hữu nhân ký thi, Thắng trận hậu cảm tác, Kiến nguy binh thi cảm tác, Phúc đáp Hoàng Cao Khải, Lâm chung thời tác...
- Thư: kính ký Hoàng Cao Khải thư
- Sử địa: Việt sử địa dư (越史地輿): Sách viết bằng Hán văn, hoàn thành năm Kiến Phúc thứ nhất (Tây lịch năm 1883), hiện chỉ còn một bản viết tay. Sách được dịch sang tiếng Việt và xuất bản lần đầu tiên năm 2008

. Nguyễn Hữu Mùi dịch và chú giải, Chương Thâu viết lời dẫn.

## Giai thoại

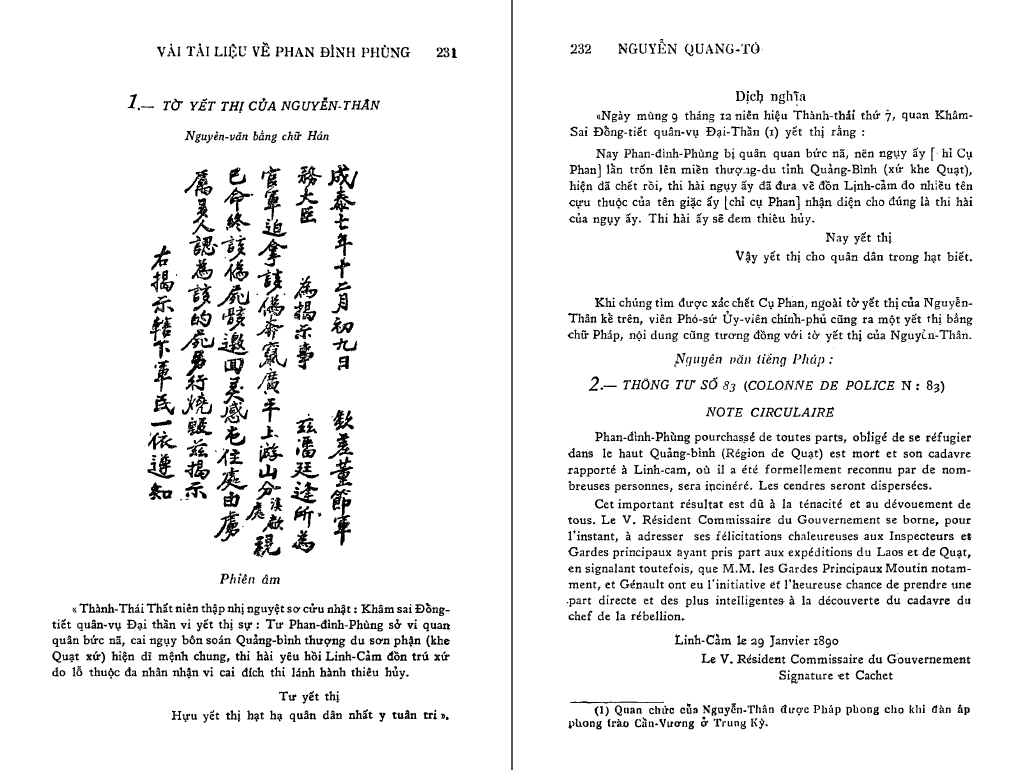
Tờ yết thị của Nguyễn Thân về việc thiêu hủy thi hài Phan Đình Phùng

Sau khi mất, nhiều giai thoại về Phan Đình Phùng được lưu truyền trong dân gian. Năm 1936, khi Mặt trận Bình dân lên nắm quyền ở Pháp đã nới lỏng quyền tự do báo chí ở thuộc địa Đông Dương, nhà báo Đào Trinh Nhất đã sưu tầm và viết thành nhiều bài báo truyền kỳ về Phan Đình Phùng, về sau được tập hợp trong tác phẩm "Phan Đình Phùng, một vị anh hùng có quan hệ đến lịch sử hiện thời". Tuy nhiên, theo các nhà nghiên cứu, nhiều giai thoại trong tác phẩm này là hư cấu hoặc không thể xác định được tính chân thực. Mặc dù vậy, các giai thoại này vẫn lưu truyền và phổ biến trong nhiều tài liệu cho đến tận ngày nay.

### Đánh đòn linh mụcTrần Lục
Trích từ sách Phan Đình Phùng..., chương "Ra làm quan"
Bởi vậy, khi làm Tri phủ Yên Khánh ở Ninh Bình, thấy một ông cố đạo bản xứ hay ỷ thế tôn giáo, hà hiếp lương dân, cụ Phan không kiêng nể ngần ngại gì, cứ việc hô lính đè cổ giáo sĩ đó xuống hỏi tội và đánh thẳng tay.
Giáo sĩ bị trận đòn ấy tức là cụ Trần Lục, tục gọi là cụ Sáu, mấy năm sau nhờ thế lực Pháp mà được triều đình phong làm Tuyên phủ sứ có oai quyền lừng lẫy một lúc ở vùng Phát Diệm Ninh Bình, ai cũng phải sợ. Người ta nói ông có cái đức giết người như rạ, không kém gì Tôn Thất Thuyết.
Cụ Phan đánh một ông cố đạo là đánh kẻ có tội hà hiếp người, chớ không phải bày tỏ thâm ý ghét đạo Thiên Chúa
...
Bởi thế, cụ Phan Đình Phùng, Tri phủ Yên Khánh vì cái lỗi đã đánh một ông cố đạo, mà bị triều đình trị tội, phải triệu về kinh, sung vào viện Đô sát, làm Ngự sử. Năm ấy là năm Tự Đức thứ 31.

### Dâng sớ đàn hặc Thiếu bảo Nguyễn Chính
Trích từ sách Phan Đình Phùng..., chương "Ra làm quan"
Vua Tự Đức thương cụ là người cương trực, sau ngài giáng chỉ phái cụ làm quan Khâm mạng ra thanh tra tình hình quan lại ở Bắc kỳ. Cụ đi thanh tra rồi, dâng sớ về tâu vua, hạch tội ông Thiếu bảo Nguyễn Chính, Kinh lược Bắc kỳ, chỉ ôm tiết việt vua ban làm món đồ bày trước mặt cho oai vệ, còn sự lợi hại của dân gian, thật chẳng để tâm gì tới. Vua Tự Đức truyền cho cụ thâu lấy tiết việt của Nguyễn Chính về, không cho làm Kinh lược nữa.

### Tổng đốc Nghệ An Nguyễn Chính giết anh trai Phan Đình Phùng là Phan Đình Thông do tư thù
Trích từ sách Phan Đình Phùng..., chương "Thời thế tạo anh hùng"
Tổng đốc tỉnh Nghệ hồi ấy là Nguyễn Chính, vẫn còn ghi nhớ chuyện cũ, thù hiềm cụ Phan, hồi làm Ngự sử, đã dâng sớ hạch tội y làm Kinh lược Bắc kỳ, chỉ hư trương nghi vệ và tác oai tác phúc xằng, không chăm lo việc dân việc nước giữa lúc gian nan. Câu chuyện cũ này, một đoạn trên xa, chúng tôi đã nói. Vì sự hạch tội ấy vua Tự Đức bãi chức Kinh lược của Nguyễn Chính. Sau nhờ Bảo hộ phục chức, cho làm Tổng đốc Nghệ An. Nay bắt được anh cụ Phan, Nguyễn Chính toan chém tức thời cho đã cơn giận và trả thù xưa. Nhưng rồi tấm lòng mưu lập đại công biểu và ngừng tay lại, trong trí suy tín làm sao chiêu dụ được Phan Đình Phùng ra hàng, thì mình lập công lao với Bảo hộ to lớn, tự nhiên cái ngôi cực phẩm triều đình ở trong túi áo. Chừng nào chiêu dụ mà Phan Đình Phùng không chịu ra hàng thì bấy giờ sẽ giết Phan Đình Thông cũng chưa muộn. Nghĩ vậy rồi, Nguyễn Chính một mặt sai kẻ tâm phúc đi dò tung tích cụ Phan ở miền Hương Sơn, Hương Khê để dỗ cụ ra quy thuận.

### Nguyễn Thân cho quật mồ, đốt xác Phan Đình Phùng và trộn tro tàn vào thuốc súng bắn xuống sông La
Đây là giai thoại hư cấu phổ biến nhất trong sử học Việt Nam xưa nay.
Nhưng giai thoại này đã được tác giả Tôn Thất Thọ, trong bài viết "Phan Đình Phùng và giai thoại lịch sử", chứng minh là không có cơ sở lịch sử từ rất nhiều nguồn sử liệu khác nhau.
Với sự phân tích kỹ lưỡng trong bài viết trên, giai thoại Nguyễn Thân cho quật mồ, đốt xác Phan Đình Phùng và trộn tro tàn vào thuốc súng bắn xuống sông La cần được xác định lại là hư cấu, không là một sự thật lịch sử.

### Câu nói nổi tiếng của Phan Đình Phùng về đất nước Việt Nam là một cái mồ to
Trích từ sách Phan Đình Phùng..., chương "Thời thế tạo anh hùng"
Cụ Phan tiếp được thư này, cười mà nói rằng:
- Mấy anh đồ nho hèn nhát, động một chút là đem cửa nhà mồ mả ra để dọa nạt người ta.
Nhân dịp cụ nói với chúng tướng rằng:
- Tôi từ khi cùng chư tướng khởi binh cần vương đã có chủ tâm là bỏ cả việc gia đình quê quán ra ngoài, không nghĩ gì đến nữa. Nay tôi chỉ có một ngôi mộ rất to, nên giữ, là đất Việt Nam; tôi chỉ có một ông anh rất to, đang bị nguy vong, là cả mấy mươi triệu đồng bào. Nếu về mà sửa sang phần mộ của mình, thì ngôi mộ cả nước kia ai giữ? Về để cứu vớt ông anh của mình, thì bao nhiêu anh em trong nước ai cứu? Tôi bây giờ thề chỉ có một cái chết mà thôi...
Nói vậy rồi cụ không thèm viết thư trả lời, chỉ nhắn kẻ đưa thư về nói với Lê Kinh Hạp rằng: Nếu ai có làm thịt anh ta, thì nhớ gửi cho ta bát nước canh!
Chúng tướng nghe đều ứa nước mắt. Cụ không chịu bãi binh quy hàng, tức là ông Phan Đình Thông bị hại, không cần phải nói.
Từ đấy cụ cùng tướng sĩ đóng đồn trong rừng, trên núi, thường dùng cách đánh du kích, vì chưa đủ sức đương trường đối chiến.

### Hoàng Cao Khải trao thư khuyên hàng cho Phan Đình Phùng
Trích từ sách Phan Đình Phùng..., chương "Hoàng Cao Khải"
Cuối tháng 10 năm Giáp Ngọ, Hoàng Cao Khải viết thư rồi sai chính người nội đệ (em vợ) mình vừa là ông anh con nhà bác của cụ Phan là Phan Văn Mân đem lên núi Vụ Quang. Không ai khác hơn ông này mà dám lĩnh mệnh đi sứ, nhất là đi sứ chiêu hàng, vì nếu người khác chắc là nghĩa binh làm thịt.
Mặc lòng là bà con thân quyến, Phan Văn Mân phải trải nhiều lớn gian nan nguy hiểm mới vô đến đại doanh. Mới thấy ông đường huynh thò mặt vô, cụ Phan cả cười và nói:
- Anh đi làm thuyết khách cho Hoàng Cao Khải khó nhọc lắm hè!
Vì cụ đã được tin báo trước cho biết.
Cụ xem thư rồi thở dài:
- Không dè người khuyên nhủ tôi ra hàng là cố nhân Hoàng Cao. Tôi thề quyết làm việc tôi làm đây tới cùng, dầu sấm sét búa rìu cũng không làm sao cho tôi thay lòng đổi chí được, anh về nói giùm cho Hoàng Cao biết như thế. Nếu tôi không làm xong được công việc vua ủy thác, dân trông mong và không rửa hận cho khô cốt của tổ tiên ở dưới đất, thì chỉ có một cách là chết theo hoài bão tâm chí mình mà thôi.
Rồi tức thời, cụ cầm bút viết thư trả lời, trao cho ông Phan Văn Mân đem về. Lúc anh em từ biệt, cụ ân cần dặn với:
- Cũng may phước cho người đem thư chiêu hàng chính là anh, nếu là ai khác thì bộ hạ của tôi chắc làm tương mắm để gửi biếu Hoàng Cao nếm thử. Lần sau y có sai đi, anh đừng lãnh mệnh nữa nghe!

## Bài thơ tuyệt mạng
| 臨終時作 戎場奉命十更冬， 武略依然未奏功。 窮戶嗷天難宅雁， 匪徒遍地尚屯蜂。 九重車駕關山外， 四海人民水火中。 責望愈隆憂愈重， 將門深自愧英雄。 | Lâm chung thời tác Nhung trường phụng mệnh thập canh đông, Võ lược y nhiên vị tấu công. Cùng hộ ngao thiên nan trạch nhạn, Phỉ đồ biến địa thượng đồn phong. Cửu trùng xa giá quan sơn ngoại, Tứ hải nhân dân thủy hỏa trung. Trách vọng dũ long ưu dũ trọng, Tướng môn thâm tự quý anh hùng. | Dịch nghĩa: Làm trong khi sắp mất Vâng mệnh ở chốn binh nhung đã mười năm, Mưu lược đánh giặc vẫn chưa nên được việc gì. Dân chúng cùng đường đói khổ kêu trời như đàn nhạn không có chỗ ở, Bọn xâm lược còn đóng đồn như ong khắp mọi nơi. Xa giá của vua (Hàm Nghi) đang ở ngoài quan san, Nhân dân bốn bể như sống trong nước sôi lửa bỏng. Trách nhiệm càng cao thì mối lo càng lớn, Nghĩ mình cũng trong cửa tướng, mà riêng thẹn với tiếng Anh hùng. | Dịch thơ: Làm lúc sắp mất Việc quân vâng mệnh trải mười đông, Chiến sự nay còn tính chửa xong. Dân đói kêu trời tan ổ nhạn, Quân thù chật đất dậy đàn ong. Chín trùng thánh chúa nơi quê lạ, Bốn bể nhân dân chốn lửa nồng. Trách vọng càng cao, lo lại nặng, Tướng môn những thẹn với anh hùng. |

## Đánh giá

### Về Quân sự
Khởi nghĩa Hương Khê do Phan Đình Phùng lãnh đạo là cuộc khởi nghĩa có quy mô lớn nhất và kéo dài nhất trong phong trào Cần Vương cuối thế kỷ 19. Cuộc khởi nghĩa đã phát huy được tinh thần đoàn kết, sự ủng hộ của người dân ở miền xuôi lẫn miền ngược, cả về sức lực lẫn của cải vật chất.
Về quân sự, nghĩa quân được tổ chức theo lối chính quy, có kỷ luật nghiêm minh và cùng kiểu trang phục; biết sử dụng các phương thức tác chiến linh hoạt, phong phú, biết phát huy tính chủ động, sáng tạo khi giáp trận với đối phương. Trong đội ngũ đã có sự tổ chức, sự huấn luyện đầy đủ và được trang bị khá đàng hoàng, khiến đối phương cũng phải hết sức khâm phục.
Phan Đình Phùng mất, cuộc khởi nghĩa Hương Khê cũng tan rã. Song, công cuộc vì đại nghĩa này rất xứng đáng là đỉnh cao của phong trào Cần Vương. Đây cũng là thời điểm kết thúc sứ mạng lãnh đạo của tầng lớp sĩ phu phong kiến Việt Nam chống Pháp.

### Về văn nghiệp
Qua số tác phẩm, tuy ít ỏi của ông, người ta dễ nhận thấy con người của Phan Đình Phùng luôn vì dân, biết dựa vào dân, luôn kiên quyết chiến đấu chống Pháp đến cùng, không hề mắc phải bả cám dỗ của đối phương.
Và cũng qua Lâm chung thời tác, mà lời lẽ hết sức bi thiết, Phan Đình Phùng đã bộc lộ mình là một nhà nho trung nghĩa sáng suốt, bởi ông hiểu rõ sự thất bại không thể tránh khỏi của cuộc diện đất nước lúc bấy giờ...

## Tưởng nhớ
Khốc Phan Đình Nguyên
(Khóc Phan Đình Nguyên)
Dịch nghĩa:
Thế mạnh như chẻ tre, thật có thể khôi phục kinh đô,
Đau xót vì công mười năm, sắp thành thì thất bại.
Chỉ buồn triều đình dùng vàng lụa củng cố việc hòa,
Đau xót thấy dân chúng đốt lò hương đầy tiếng khóc.
Tay kéo lại núi sông, lòng chưa chết
Thân cưỡi sao Cơ, sao Vĩ như khi còn sống
Ai qua nơi thắng trận ngày xưa,
Ngàn năm còn khiến cho người ta đầy lệ.
Đào Tấn
Hiện nay, tên Phan Đình Phùng được dùng để đặt tên cho trường học, đường phố tại nhiều tỉnh thành trên khắp nước Việt Nam. Tên ông cũng là tên của 1 nhà thi đấu ở Thành phố Hồ Chí Minh.

## Gia đình
- Cha: Phan Đình Tuyển, đậu Phó bảng khoa Giáp Thìn (1814) dưới thời Hoàng đế Thiệu Trị, làm quan đến Phủ doãn Thừa Thiên.[7]
- Anh trai:[56]
  - Phan Đình Thông, đậu Tú tài, làm đến Phó Quản đốc một đội thuyền chiến.
  - Phan Đình Thuật, đậu Cử nhân, làm Giáo thọ.
  - Phan Đình Tuấn, mất sớm.
- Em trai: Phan Đình Tuấn, đậu Phó bảng, làm quan đến chức Tri phủ.[56]
- Vợ:
  - Vợ cả: Con gái của một quan phủ ở làng Thọ Tường, thuộc tổng Việt Yên. Bà sinh cho Phan Đình Phùng tất cả 4 người con trai, chỉ duy nhất Phan Đình Cừ sống đến tuổi trưởng thành.[57]
  - Vợ thứ: Em gái ruột của Trần Trạm, Tham tri của Bộ Lại. Bà sinh được hai người con trai, trong đó người con cả là Phan Đình Cam mất sớm.[58]